# Figurer fra Rozen Maiden
Denne side indeholder en oversigt over figurene fra Rozen Maiden-serien.
Serien er mest fokuseret omkring Jun Sakurada og de syv Rozen Maiden-dukker.
Historien i mangaserien adskiller sig på mange måder fra animeserien, hvilket gør at ikke alle figurer i begge versioner.

## Rozen Maiden-dukkerne

### Suigintou
Suigintou (水銀燈 Suigintō, Mercury Lampe, Mercury Lamp) (Stavet Suigintoh, og senere Suiguintoh, i TokyoPop oversættelsen af manga'en)
Stemme af: Rie Tanaka (Japansk), Mia Bradly (Engelsk), Mamiko Noto (tidlig drama CD)
Suigintou er den første dukke i Rozen Maiden samlingen. Hendes vilje til at vinde Alice Game er den største blandt dukkerne, og hun er primært drevet af hendes ønske om at få opmærksomhed fra deres "Father", den fantastiske dukkemager Rozen. Suigintou er sadistisk, skadefro og arrogant (alle på grund af sit spektakulære overlegenhedskompleks), og hun har ingen hæmninger, når det kommer til Alice Game. Hun vil bruge enhver metode hun får til rådighed, uanset hvor brutal den er, for at sejre. Selvom hun undgår at omgås sine søstre, nærer hun et særlig stærkt had til Shinku. Da Suigintou møder sin medium, Megu, ændrer hendes holdning og motivation sig dog; hun begynder at føle et stærk bånd til en anden end "Father", og får viljen til at kæmpe for andet end æren ved at blive "Alice", den perfekte pige. Suigintous ønske om at beskytte Megu begynder endda at blive stærkere end hendes ønske om at møde "Father", og hun håber at kunne samle alle Rosa Mystica, ikke for at blive Alice, men for at helbrede Megus hjertelidelse. Dette lykkes dog ikke for hende, da det pludselig går op fra hende, at hun risikerer at dræbe Megu, hvis hun bruger al hendes energi i kamp.
Suigintous vilje til at eksistere var fra starten så stærk, at hun kunne bevæge sig uden at have fået en Rosa Mystica. Hun lavede ikke bevidst en kontrakt med Megu, da Megu nærmere fandt hende, efter Suigintou blev vækket igen. Suigintous stærke uafhængighed samt hendes foragt mod mennesker, gjorde, at hun undgik at få et medium, da hun anså det for at være en svaghed. Hun er desuden den eneste Rozen Maiden, der er blevet besejret og genoplivet tre gange.
Suigintou har flest unikke træk og mangler af de syv Rozen Maiden-dukker. I animéen mangler hun sin torso; Shinku forklarer, at Suigintous design blev slettet inden hun blev færdiggjort, men giver inden nærmere forklaring på hvorfor eller hvordan. I Ouvertüre ses det, hvordan Rozen eller "Father" efterlader Suigintous halvfærdige krop i to dele på sit arbejdsbord. Til trods for at Suigintous tøj var færdigt blev hun aldrig samlet, og blev derfor heller ikke givet nogen nogen livskraft i form af en Rosa Mystica fra starten. Det var hendes kærlighed til Rozen, der bragte hende til live, hvorefter hun kravlede ned fra bordet for at finde ham. Rozen giver hende senere en Rosa Mystica, men dog først efter at være blevet skåret i to dele af Souseiseki, hvorefter de troede, hun var forsvundet ud af eksistens. Pudsigt nok bliver Suigintou bragt tilbage til live halvvejs gennem "Rozen Maiden: Träumend" efter at være blevet slået af Shinku i slutningen af animéens første sæson. Selvom identiteten af personen der sørgede for dette ikke bliver afsløret, bliver der stærk talt for at det var Rozen. I den endelige kamp i "Rozen Maiden: Träumend", fortæller hun Shinku, at "Father" har fortalt hende at selv en dukke med hendes mangler har retten til at deltage i Alice Game. 
I mangaen er det hendes vinger, der er hendes fejl, da hun er den eneste Rozen Maiden der har sådanne, og de laver revner i hendes ryg. Til trods for disse mangler, er hendes kærlighed til "Father" så stærk, at hun kan bruge sine kræfter uden at have et Medium.
Sammen med sin kunstige ånd, Meimei, er Suigintous våben sine lange, sorte vinger. Med deres pilelignende fjer er det muligt for hende at skabe et skjold, et stort sværd, eller endda to sorte drager. Som en sidste udvej i kampen kan Suigintou også skabe destruktive blå flammer. Suigintous mange evner, kombineret med hendes ondsindede snedighed, gør hende til en stærk modstander i Alice Game.
I "Rozen Maiden: Ouvertüre" viser det sig, at Suigintou og Shinku engang var venner. Deres venskab endte dog, da Suigintou fandt ud af, at Shinku kun lod som om, hun var Suigintous ven, af medlidenhed. Det afsløres også, at Rozen efterlod hende uden en Rosa Mystica, som hun dog fik senere, og at hun kun kunne bevæge sig på grund af sine stærke følelser for ham. Da Megu senere viser Suigintou en buket af røde roser destruerer Suigintou buketten, højst sandsynligt fordi Shinku bruger røde roser som våben.
I mangaen ser Megu og Suigintou ud til at have et stærkere bånd end de har i animéen. Megu var også grunden til, at Suigintou tog til den alternative dimension, N-Field, hvor hun midlertidigt indgik i våbenhvile med Shinku, så de kunne arbejde sammen om at bekæmpe Kirakishou.
Hendes kunstige ånd, "Meimei", er navngivet efter det japanske ord "Mei", der betyder mørke.
- Medium: Megu
- Kunstig Ånd: Meimei (メイメイ Meimei)

### Kanaria
Kanaria (金糸雀 Kanaria, Kanarienvogel, Canary Bird) (stavet Canaria i Tokyopop oversættelsen af manga'en)
Stemme af: Yumi Shimura (Japansk), Cristina Valenzuela (Engelsk)
Kanaria er den anden Rozen Maiden-dukke, og er lige så yndig som hun er excentrisk. Udover konstant at henvise til sig selv i tredjeperson, snakker hun også om at tage sine søstres Rosae Mystica, hvilket hun dog konstant fejler i at gøre. Hun anser sig selv for at være en snedig person, og har gjort det til hendes hobby at udspionere sine søstre, ofte gennem hendes kikkert. Kanarias noget arrogante måde at opføre sig på, gør hende til et oplagt mål i de afsnit der hovedsageligt har fokus på komedie. På trods af dette, er hun en kompetent modstander, og angriber med en violin der udsender ødelæggende lydbølger. Hendes personlighed supplerer ofte Hinaichigos, der med tiden bliver hendes gode ven og rival; de diskutere ofte, hvem der har det bedste (pæneste) medium. I mangaen besøger hun Juns hus oftere end i anime'n, og inviterer endda Mitsu, hendes medium, over efter Hinaichigo bliver taget af Kirakishou, i et forsøg på at udfylde tomrummet.
I Rozen Maiden: Ouvertüre ser det ud til, at de andre dukker glemmer Kanarias navn det meste af tiden. I mangaen indrømmer Hinaichigo dog, at hun kun lavede sjov med det.
Kanaria har den usædvanlige vane, at slutte sine sætninger med "kashira" ("gad vide om?" eller "måske?"), der kan sammenlignes med Hinaichigos vane med at slutte sine sætninger med "na no" ("fordi"). Kanarias livret er tamagoyaki, eller japansk tykomelet, der dog oftest bliver stjålet af en sulten fugl enden hun når at nyde den. Hun bliver introduceret i anden sæson af anime'en, og bliver set kortvarigt i Rozen Maiden: Ouvertüre, hvor hun ses i endnu et håbløst forsøg på at infiltrere Juns hun for at stjæle hendes søstres Rosa Mystica.
Hendes kunstige ånd, Pizzicato, har fået navn efter en teknik der bruges på strengeinstrumenter, hvor man knipser strengene, hvilket hun bruger som modangreb.
I den anden mangaserie af Rozen Maiden er Kanaria blevet tilbage med Jun Sakurada i N-Fieldet, mens de andre overlevende dukker er rejst til den anden Jun Sakuradas dimension.
- Medium: Mitsu
- Kunstig Ånd: Pizzicato (ピチカート Pichikāto)

### Suiseiseki
Suiseiseki (翠星石 Suiseiseki, Jade Stern, Jade Stone)
Stemme af: Natsuko Kuwatani (Japansk), Rebecca Forstadt (Engelsk), Nana Mizuki (tidlig drama CD)
Suiseiseki er den tredje Rozen Maiden-dukke, og Souseisekis ældre tvilling. De bliver begge kaldet for "gartnerne", på grund af deres evner til at kommunikere med, og forstå ikke blot almindelige planter, men også menneskers "sjæle træer".
Til trods for hendes måde at opføre sig på overfor Jun, holder Suiseiseki meget af ham, og hendes forsøg på at skjule det sker ofte i form af flere fornærmelser. I Rozen Maiden träumend skiller Suiseiseki sig ud fra de andre dukker, i det at hun sætte sin søsters kærlighed højere end målet med at blive Alice. Hun er en af de få dukker der modsætter sig Alice Game, og ikke har nogen intentioner om at blive Alice, hvis det betyder at hun skal tage sine søstres Rosa Mystica. Suiseiseki og Jun forsøger sammen, at overbevise de andre Rozen Maiden-dukker om, at det at blive Alice, er en meningsløs bestræbelse, men dog uden succes. I løbet af hendes korte optræden i OVA'en, prøver hun adskillige gange at få sin tvilling til at forstå.
I anime'en er førstehåndsindtrykket af Sueseiseki anderledes end i manga'en. Hun virker meget genert og nervøs, og hader mennesker på grund af hendes søster blev kidnappet. Shunki beskrev hende engang som værende den mest følsomme og frygtsomme af dukkerne.
Suiseiseki forsøger så vidt muligt at undgå at deltage i Alice Game, men kan bruge sin vandkande til at gro planter op af jorden og derefter styre dem. Hendes kunstige ånd har navn efter den populære Anna Sui parfume. Suiseiseki blev også vinder af Anime Saimoe Tournament i 2006.
I Rozen Maiden Träumend bliver Jun hendes medium, dog først efter hun havde brugt lang tid på uden succes at finde en anden. Hun ses dog senere være jaloux på Shinku, da Juns opmærksomhed oftest er på hende.
I næstsidste afsnit af Täumend forsøger Suiseiseki at beskytte Kanaria mod Barasuishous krystaller, men ender med selv at blive krystalliseret, hvorefter hun mister sin Rosa Mystica. Suiseiseki blev dog genoplivet af Rozen i slutningen af täumend og ses sidst sammen med Souseiseki og Hinaichigos livløse kroppe og Nori.
I den anden mangaserie vender Suiseiseki tilbage i historien, efter at have rejst til den alternative dimension, hvor Shinku og Suigintou befinder sig. Da Suiseiseki ved, at Kirakishou bruger Souseisekis krop, er hendes intention, til Shinku og Suigintou store forfærdelse, at beskytte hende fra at blive yderlagt. Kort efter lykkes det hende at få Jun til at lave en kontrakt med hende. Det viser sig dog, at hun brugte Souseisekis ring til at lave kontrakten, i håb om, at det vil kunne bringe hende tilbage. Til trods for, at Souseisekis krop bliver befriet for Kirakishou, mangler hun stadig sin Rosa Mystica, som Suigintou er besiddelse af, og nægter at giver slip på. I slutningen af et af de seneste kapitler ser det derfor ud til, at Suiseiseki giver afkald på sin egen Rosa Mystica, og giver den til sin tvillingesøster. 
- Medium: Jun
- Kunstig Ånd: Sui Dream (スィドリーム Sui Dorīmu) (Også kaldet "Jade Dream" i anime'en og "Sweet Dream" i Tokyopop oversættelsen af manga'en)

### Souseiseki
Souseiseki (蒼星石 Sōseiseki, Lapis Lazuli Stern, Lapis Lazuli Stone)
Stemme af: Rika Morinaga (Japansk), Julie Ann Taylor (Engelsk)
Souseiseki er den fjerde Rozen Maiden-dukker, og Suiseisekis tvilling. Hun besidder en skarphed i sin tale, der minder om Shinkus, angriber hensynsløst i kamp, og tolerere ikke nedrige handlinger. Hun desuden temmelig stædig og meget hengiven overfor sin herre. Ikke alene er hun den med maskuline dukke af udseende, men også hendes måde at tale anses for en mere maskulin form, da hun bruger førstepersons stedordet "boku" i stedet for kønsneutrale stedord "jibun" eller "watashi". Souseisekis tilstedeværelse har en langt større rolle i anime'en end i manga'en.
I manga'en ville Souseisekis herre bruge hendes kræfter til at komme ind i folks drømme, til at få hævn over hans brors elsker, som han følte havde stjålet hans bror fra ham. Da Souseiseki ikke kunne klare dette alene, kæmper hun med Suiseiseki, for at få de to gartner værktøjer; hækkesaksen, som er hendes eget våben, og vandkanen, som tilsammen kan påvirke et individs sjæletræ. Hun indser dog til sidst at det er hendes herres hjerte der har brug for at blive befriet, og ofre sig selv for at gøre det. Dukkerne der er til stede er chokerede over Souseisekis handling, og Suigintou udnytter forvirringen til at snuppe Souseisekis Rosa Mystica, hvilket ophidser Shinku og Suiseisekis. 
I anime'en har Souseiseki viet sit liv til en ensom mand, der bruger hende som erstatning for at afdøde søn, Kadzuki. Souseiseki havde umiddelbart ikke et medium, da man aldrig så Motoharu Shibasaki have en rosenring. Hun vises som lidt mere ivrig end hendes søstre for at deltage i Alice Game, formentlig af en følelse af pligt. I OVA'en introduceres hun i et flashback, midt i en kamp mod Shinku, og senere holder hun sig ikke tilbage for at angribe den, på daværende tidspunkt, harmløse Suigintou. Gennem Rozen Maiden Träumend sætter hun spørgsmålstegn ved hendes idylliske livsstil, og til Suiseisekis skuffelse, deltager hun i Alice Game af hengivenhed til Rozen, efter at have mødt på Barasuishou, og være blevet overtalt til at fuldføre Rozens ønske om at finde Alice, og lindre hans sorg. Hun kæmper mod Suigintou, men taber og mister sin Rosa Mystica.
Selvom de to versioner har forskellige handlinger, er Souseiseki stadig den første dukke der mister sin Rosa Mystica, og hendes Rosa Mystica overføres til Suigintou ved begge lejligheder. I slutningen af Rozen Maiden täumend ses Laplace dog dansende med to Rosa Mysticae, hvoraf den ene menes at være Souseisekis. Og for at gøre tingene mere forvirrende, fortælle Shinku, efter at være blevet genoplivet af "Father", Jun at det at Hinaichigo og Souseiseki har mistet deres Rosa Mysticae, er hendes byrde at bære. Den mest sandsynlige grund til dette er, at de begge blev passet af hendes medium, hvilket giver mening for Hinaichigo, men dog ikke helt så meget for Souseiseki.
I manga'en forsvinder Souseiseki på et tidspunkt fra sin kasse, efter at Suiseiseki fortæller Souseisekis herrer at hun har fundet hendes hat i et N-field. I det ottende og sidste bind af manga'en genforenes hun med Suiseiseki. Souseiseki fortæller Suiseiseki at hun ikke vil deltage i Alice Game længere, da hun "ikke vil gå imod den Suiseiseki jeg elsker". Kort efter dør hun dog igen, ved at rosegrene vokser ud af hende, samt at en hvid rose vokser ud af hendes højre øje. Selvom hun er den første dukke der mister sin Rosa Mystica, er hun den anden dukke der taber Alice Game. I den anden mangaserie viser det sig, at Kirakishou havde overtaget Souseisekis krop, og brugt den som sin egen. Da Jun fra den alternative dimension kyssede Souseisekis ring, blev hendes krop imidlertid befriet, hvilket skaber en unik mulighed for at bringe hende tilbage i live. Suigintou har dog stadig Souseisekis Rosa Mystica, og har ingen intention om at give den tilbage.
Hendes kunstige ånd har navn efter en duft af Lolita Lempicka. Souseiseki var også det første runner-up ved Saimoe 2005.
- Medium: Motoharu Shibasaki (Anime) / Kazuha Yuibishi (Manga) / Jun Sakurada (alternativ dimension, manga)
- Kunstig Ånd: Lempicka (レンピカ Renpika)

### Shinku
Shinku (真紅 Shinku, Reiner Rubin, Pure Ruby)
Stemme af: Miyuki Sawashiro (Japansk), Mela Lee (Engelsk), Yui Horie (tidlig drama CD)
Shinku er den femte Rozen Maiden-dukke, og den første til at optræde i serien. Udover den japanske mening, kan hendes navn også være et ordspil på den japanske udtalelse af ordet "cinq", der er fransk for "fem". Hun er på mange måde som en traditionel victoriansk aristokrat. Hun er meget krævende, og kan virke utaknemmelig overfor andre. Hun ser ud til at nyde at opdrage på, slå og generelt udnytte Jun, hendes medium, ved enhver given lejlighed. Hun er meget opmærksom på sin femininitet, og gør ofte de andre dukker opmærksomme på at de er 'dammer'. Shinku fremtræder også som værende kold og sur, men hun er i virkeligheden meget beskyttende overfor, og holder meget af, hendes søstre og Jun. Shinkus tilstedeværelse i familien Sakuradas hus, har ført til, at andre Rozen Maidens dukker op der. Hun hader katte, eftersom en engang næsten slugte hendes nøgle.
I mangaen er Shinku pacifist fra begyndelsen, og siger at Alice Game bliver nødt til at stoppe. Hun bryder sig ikke om at kæmpe mod sine søstre, men angriber dog Suigintou når hun bliver sur på hende. Hun ønsker ikke at nogen af hendes søstre skal ende livløse, hvilket blandt andet ses, da hun vælge at gøre Hinaichigo til sin tjener i stedet for at tage hendes Rosa Mystica.
Shinku bruger ikke formelle suffikser så som "-chan," "-san," eller "-kun,", med undtagelse af når hun snakker om "Father", Mitsu og Kun Kun. Shinku har en sød side, hvilket klart kan ses i hendes intense, næsten besættende, beundring af dukkedetektiven Kun Kun, som hun er overbevist om hun er forbundet med af en usynlig tråd. I anime'n vinder Shinku en konkurrence for mennesker, og modtager et Kun Kun cosplay kostume.
I Rozen Maiden ouvertüre var Shinku langt mere følelseskold, og var aktiv i Alice Game. Hun blev indledningsvist venner med den da ødelagte og svage Suigintou af medlidenhed, og lærte hende de basale leveevner, så som at gå og lave te. Shinku så dog aldrig Suigintou som en rigtig Rozen Maiden-dukke, da hun ikke var blevet lavet færdig. Suigintou tog denne bemærkning meget personligt, og ødelagde senere Shinkus broche, hendes mest elskede ejendel fra "Father", hvilket resulterede i det intense had der hersker mellem dem.
I kamp kæmper Shinku med rosenblad-baserede angreb. Rosenbladene er ekstremt alsidige; Shinku kan får dem til at sprede sig i et vidtrækkende angreb, eller samle dem og bruge dem som et skjold. Hendes andet våben er hendes stok, som hun behersker som var det et sværd. Shinku besidder andre specielle kræfter, så som at kunne reparere ødelagte objekter med en form for tidsvendende magi.
- Medium: Jun (anime) / Sara (Ouvertüre OVA)
- Kunstig Ånd: Hollie (ホーリエ Hōrie) (Også kaldet Hollier (Tokyopop oversættelse))

### Hinaichigo
Hinaichigo (雛苺 Hinaichigo, Kleine Beere, Small Berry)
Stemme af: Sakura Nogawa (Japansk), Sherry Lynn (Engelsk), Tomoko Kaneda (tidlig drama CD)
Hinaichigo er den sjette, og mest barnlige Rozen Maiden-dukke. Selvom hun kan være utrolig naiv og egoistisk, er hendes intentioner altid de bedste overfor dem hun holder af. Hendes angreb er baseret på jordbærranker, som hun oftest bruger til blot at fastholde sine fjender med. Hun taber til Shinku i Alice Game, og er dermed den første dukke der mister retten til at blive Alice. Shinku vinder dog ikke over hende ved at slå hende; den yngre dukke ender blot med at opbruge næsten al Tomoe, hendes mediums, energi og bliver derfor nødt til at opsige sin kontrakt med hende, da hun ellers ikke ville have overlevet. Til trods for at have vundet, tager Shinku ikke Hinaichigos Rosa Mystica. I stedet lade hun hende selv være et inter-medium, sådan at Hinaichigo indirekte får energi fra Jun via hende selv. Da Alice Game ser ud til at starte for alvor i Rozen Maiden träumend, bryder "Father" dog dette bånd, så da Hinaichigo har opbrugt det sidste af hendes energi, mister hun sin Rosa Mystica til Shinku. Dermed er hun den anden dukke der mister sin Rosa Mystica.
I mangaen blive Hinaichigo taget fra Jun da Odille Fosset, barnebarn til Hinaichigos tidligere ejer, tropper op ved hans hus og viser en ring frem, de bliver overbeviste om var Hinaichigos. Til trods for, at Jun fortæller Hinaichigo at hun selv må bestemme, hvem hun vil være med, beslutter hun sig umiddelbar ikke bevidst til at tage med Odille; da hun vågner op fra sin søvn, er Hinaichigo forvirret over at finde sig selv i Odilles værelse, som hun genkender som Corinnes, Odilles bedstemors, værelse. Kort efter bliver Hinaichigo nådesløst destrueret af Kirakishou; efter at blive vist en række billeder af dem hun holder af sige farvel til hende, og derved få hende til at føle sig uelsket og alene, bliver Hinaichigo ædt op af Kirakishous rosenranker indefra, mens den syvende dukke skadefro ser på velvidende at hendes søsters krop nu er under hendes kontrol. Hinaichigo sender dog sin Rosa Mystica til Shinku ved hjælp af Berrybell, hendes kunstige ånd, med det ønske at Shinku vil bruge hendes Rosa Mystica til at putte en ende på Alice Game. Shinku komplimenterer Hinaichigo for hendes mod til at stå ansigt til ansigt med Kirakishou til trods for manglende chancer for at vinde, og anser hende for at være en sand Rozen Maiden.
Hinaichigos livretter er jordbær daifuku og Noris "Hanamaru Hamburger", hvilket er en halv hamburger med et blomsterformet spejlæg på toppen. Hun elsker dukkedetektiven Kun Kun, men hun er dog ikke en lige så ivrig fan som Shinku. Hun elsker også at tegne, hvilket ofte ses i begge sæsoner og OVAen. Hun slutter ofte sine sætninger med "na no" (der betyder "derfor" på japansk) som modsætning til Kanarias "kashira" (der betyder "Gad vide" eller "måske?"). Hun bruger også "uunyuu" når hun er nysgerrig
- Medium: Corrine / Tomoe / Jun (Indirekte)
- Kunstig Ånd: Berrybell (ベリーベル Berīberu)

### Kirakishou
Kirakishou (雪華綺晶 Kirakishō, Schöner Schneeblüten Kristall, Sparkling Snowdrop Crystal) (stavet Kirakisho i Tokyopop oversættelsen af manga'en)
Den sande syvende Rozen Maiden-dukke. Både hendes hår og kjole er hvide, hvilket Shinku beskriver i bind 6 af mangaen, samt kan ses på gentegningen af den originale manga. Hun er dog også blevet fremvist som havende en bleg pink kjole (anime), blegt pink hår (Rozen Maiden AliBat, et fanskabt kampspil), eller begge dele (forsiden af bind 6 af den gentegnede manga). Kirakishou har intet højre øje. I anime'n dækker et lag af hud øjenhulen, med en enkelt hvid rose der gror fra den, mens der blot gror en rose ud af en tom øjenhule i mangaen, som Shinku beskriver; "Hendes venstre øje ser alting men afspejler ingenting, mens hendes højre øje er et tomt hul med en hvid rose groende ud af det." I anime'n er Kirakishous skuldre ikke "ball jointed" som de andre dukker, hvilket formentlig skyldes at hun kun eksistere i N-Field.
Kirakishou ses første gang i bind 6 af mangaen, men bliver først ordentligt introduceret i bind 7. I anime'n er hun imidlertid ikke blevet formelt introduceret. Hun optræder kun i ganske få sekunder hen mod slutningen af det sidste afsnit af Rozen Maiden Träumend.
I mangaen påstår Kirakishou at den syvende dukke aldrig havde en fysisk krop og kun kunne eksistere i N-Field. På grund af dette ødelægger hun Hinaichigo, sådan at hun kan udnytte den sjette dukkes krop til at materialisere sig selv uden for N-Field. Til trods for, at Kirakishou i starten ikke eksisterede i den virkelige verden, havde hun stadig evnen til at påvirke begivenheder; hun giver en rosenring til Odille Fosset, barnebarn til Corinne Fosset, Hinaichigos tidligere herre.
Kirakishou tilbyder Suigintou sin Rosa Mystica i bind 7, i et forsøg på at snyde hendes "storesøster" og tage Megu. Suigintou nægter dog at tage imod hendes Rosa Mystica, med en skarp bemærkning om, at hun nok skal tage den på egen hånd senere hen. Ved hendes første møde med Shinku i bind 6, gentager Kirakishou alt hvad Shinku siger, på samme måde som Barasuishou gør det i anime'n.
Da Kirakishous optræden i anime'n var meget kortvarigt, er hendes kræfter i denne stadig ukendte. I mangaen styrer hun dog hvide rosenranker, som hun manipulere til at fastholde hendes modstandere, eller udnytter som var de piske. Disse rosenranker udgør desuden en edderkoppespindlignende struktur, som Kirakishou kravler (bogstaveligt som en edderkop) gennem N-Field på. Rosenrankerne er også ofte et tegn på at Kirakishou er lige i nærheden. Kirakishou besidder derudover også evnen til at fange folks bevidsthed i N-Field, hvor hun lukker dem inde i hvide krystaller. Som set med Odille, et af hendes ofre, falde folk hvis sjæle er blevet fanget i en dyb søvn i den virkelige verden. Kirakishou gør dette for at skaffe energi til sig selv, hvilket et enkelt medium umiddelbart ikke er nok til at kunne.
I mangaen optræder Kirakishou hen mod slutningen, da hun overtager Hinaichigos krop. Det lykkedes hende endvidere at fange næsten alle de andre dukker og deres mediums, hvilket dog ikke vises i detaljer. Ved at gemme sig bag Juns identitet lykkedes det hendes også at sende delene fra Souseisekis livløse krop til Jun i den alternative virkelighed, hvor Rozen Maiden-dukkerene ellers ikke eksisterede. Jun samler delene han får tilsendt, uvidende om at det er Kirakishou der står bag. Da han er færdig overtager hun straks dukkekroppen, og optræder derved for første gang som en rigtig dukke. Det bliver forklaret at Rozen med vilje efterlod Kirakishou uden en fysisk krop i håb om, at det at efterlade hende som en sjæl uden krop ville gøre hende mere overlegen end de andre Rozen Maiden-dukker, og opnå større perfektion. I N-Field er dette også lykkedes, da hun nærmest er allestedsværende og langt stærkere end hendes søstre. Det kun at være et spøgelse ser imidlertid ud til at have skadet hendes sind. Hun fremstår som næsten sindssyg, høflig men hensynsløs og ofte med et skræmmende grin, drevet af jalousi overfor de kvaliteter hendes søstres fysiske kroppe giver dem. Hendes tro er, at ved at anskaffe sig en fysisk krop med alle de unikke aspekter fra alle de andre Rozen Maiden-dukker, vil hun opnå er blive perfekt.
Da det var Jun der samlede hende, tiltaler Kirakishou ham som "herre" og ønsker at have en kontrakt med ham, men udviser sin forstyrrede tankegang ved at lade ham vælge hvilken Rozen Maiden han selv vil danne kontrakt med, dog uden at lade ham fuldføre sit valg hvis det ikke passer hende. Hun tilbød ham også kraften til at ændre hans fortid hvis han lavede en kontrakt med hende, hvilket Shinku dog påstår kun er lokkemad. Efter Jun kyssede Souseisekis ring, blev Kirakishou frastødt af sin ustabile krop, da det viste sig originalt at være Souseisekis krop. 
- Medium: Odille Fosset (manga)
- Kunstig Ånd:  Ukendt

### Barasuishou
Barasuishou (薔薇水晶 Barasuishō, Rozenkristall, Rose Crystal)
Stemme af: Saori Goto (Japansk), Tara Platt (Engelsk)
Barasuishou er en dukke lavet af Enju, Rozens elev. Til trods for, at hun introducere sig selv som den syvende dukke, viser dette sig at være en løgn; hendes mål er udelukkende, at narre de seks andre Rozen Maidens til at kæmpe i Alice Game sådan, at hun kan tage deres Rosae Mysticae og blive den stærkeste og smukkeste dukke. Hun er helt klædt i lavendel og har en klap for sit venstre øje til trods for, at det senere bliver afsløret at hendes øje ikke mangler. I det første og det sidste afsnit af Rozen Maiden träumend gør hun grin med Shinku ved, at gentage alt hvad hun siger til hende. Barasuishou er det meste af tiden unaturligt rolig, og viser kun ganske få følelser. Hun fremstår også som at være sindssyg; da Shinku holder hende nede hen mod slutningen af deres kamp, griner og smiler Barasuishou blot. Hun har evnen til at kunne manipulere alle former for krystalliseringer, og bruger denne evne i hendes mange angreb, hvilket inkludere at skyde på hendes modstandere med skarpe krystaller.
Selvom Barasuishou ikke er den rigtige syvende dukke, ved Shinku intet om dette og konkludere derfor, at Alice Game først rigtigt er startet nu, da alle Rozen Maidens er vågne. Barasuishou starter dog allerede Alice Game, da hende og Souseiseki ser et billede af "Father" der har det elendigt. Barasuishou fortæller Souseiseki, at Rozen er trist fordi han "ikke kan finde Alice", og at de derfor bliver nødt til at konkludere Alice Game en gang for alle, så han kan få opfyldt sit ønske om at se Alice. Barasuishou's "Father" er Enju, der først bliver fremvist som at være Rozen selv, men dog senere bliver afsløret til blot at være Rozen's jaloux elev. Barasuishou's sande oprindelse afsløres i det sidste afsnit af Rozen Maiden träumend. Enju blev besat af at ville være bedre end Rozen til at lave dukker; for at kunne nå sit mål skabte han Barasuishou for at udfordre Rozen Maidens, tage deres Rosae Mysticae, og ultimativt være den sidste dukke tilbage. Elementerne i Barasuishous tøj og generelle udseende giver et indtryk af, at Enju havde set Rozen's design til Kirakishou og skabt Barasuishou ud fra hvad han kunne huske. Barasuishou formodes at være død efter, at være blevet overvældet af de seks Rosae Mysticae hun absorberede; til trods for, at Enju tiggede hende om at give slip på de seks Rosae Mysticae da han opdagede at Barasuishou ikke kunne håndtere deres energi, blev hun blot ved med at råbe efter "Father" mens hun langsomt faldt fra hinanden i Enjus favn.
Barasuishou optræder kun i Rozen Maiden träumend og i en enkelt sene af OVA'en; hun optræder ikke i mangaen.
- Medium: Ingen
- Kunstig Ånd: Ingen